# Инисфејл (Алберта)
Инисфејл (енгл. Innisfail) је малена варошица у централном делу канадске провинције Алберта. Налази се јужно од града Ред Дир, у географској регији Калгари—Едмонтон коридор, односно у статистичкој регији Централна Алберта. 
Варошица је име добила од епитета из ирског језика Inis Fáil којим је означавана Ирска (острво судбине). 
На око 36 км западно од града на реци Ред Дир налази се брана Диксон иза које се формирало вештачко језеро Гленифер. 
Према подацима пописа становништва из 2011. у варошици је живело 7.876 становника што је за 7,4% више у односу на стање из 2006. када је регистрован 7.331 житељ тог места.
Малени аеродром налази се 7,2 км северозападно од насеља, а 2 км јужније је тренинг центар за обуку полицијских паса канадске полиције.

## Становништво
| 2006. | 2011. |
| ----- | ----- |
| 7.316 | 7.876 |